# Instytut Liturgiki, Muzyki i Sztuki Sakralnej Uniwersytetu Opolskiego
Instytut Liturgiki, Muzyki i Sztuki Sakralnej Uniwersytetu Opolskiego (ILMSS UO) - jednostka dydaktyczno-naukowa należąca do struktur Wydziału Teologicznego Uniwersytetu Opolskiego. Dzieli się na 4 katedry. Prowadzi działalność dydaktyczną i badawczą związaną z teologiczno-pastoralnymi treściami liturgii, rozwojem form liturgii rzymskiej i ich wpływem na kulturę w Polsce, dziejami kultu świętych, reformą liturgii, obrzędowością liturgiczną i rodzinną, wychowaniem liturgicznym, teologią słowa Bożego, współczesnymi formami przekazu wiary, biblijnym przekazem wiary, dziejami kaznodziejstwa, homilią w liturgii, rzeźbą gotycką na Śląsku, złotnictwem nyskie w XVII i XVIII wieku, dokumentacją naukową zabytków sakralnych w diecezji gliwickiej i opolskiej, ochroną zabytków sakralnych, dziejami muzyki kościelnej na Śląsku, dokumentacja zbiorów muzyki dawnej,  organoznawstwem, rozwojem współczesnej muzyki kościelnej. Siedzibą instytutu jest gmach, położony przy ulicy Drzymały 1a w Opolu. 

## Adres
Instytut Liturgiki, Muzyki i Sztuki Sakralnej

Uniwersytetu Opolskiego 

ul. Drzymały 1a 

45-342 Opole

## Władze (2012-2016)
Dyrektor: ks. dr hab. Erwin Mateja, prof. UO

## Struktura organizacyjna

### Katedra Homiletyki, Mediów i Komunikacji
Pracownicy:
- Kierownik: ks. dr hab. Marek Lis, prof. UO
- ks. dr hab. Hubert Łysy
- ks. dr Sławomir Pawiński

### Katedra Liturgiki, Hagiografii i Obrzędowości
Pracownicy:
- Kierownik: ks. dr hab. Erwin Mateja, prof. UO
- ks. dr hab. Marcin Worbs, prof. UO
- bp dr hab. Rudolf Pierskała

### Katedra Muzyki Kościelnej i Wychowania Muzycznego
Pracownicy:
- Kierownik: dr hab. Remigiusz Pośpiech, prof. UO
- ks. dr hab. Grzegorz Poźniak
- ks. dr Franciszek Koenig
- dr Mariusz Pucia
- ks. dr Piotr Tarlinski
- ks. dr Joachim Waloszek
- mgr Gabriela Czurlok

### Katedra Sztuki Sakralnej i Ochrony Zabytków
Pracownicy:
- Kierownik: ks. dr hab. Piotr Maniurka, prof. UO,
- Kamil Adamus